# Vachellia quintanilhae
Vachellia quintanilhae, jedna od preko 160–tak vrsta dvosupnica iz porodice Fabaceae. Domorodna biljka na području Angole, distrikt 	Moçâmedes. Nekada je uključivana u rod Akacija

## Sinonimi
- Acacia quintanilhae Torre[3]